# Stenoptilia annadactyla
Stenoptilia annadactyla là một loài bướm đêm thuộc họ Pterophoridae. Nó được tìm thấy ở miền trung châu Âu, but was also recorded từ Đảo Anh năm 2005.
Sải cánh dài 17–24 mm. Con trưởng thành bay từ tháng 6 đến tháng 9 năm at least two generations.
Ấu trùng ăn Scabiosa columbaria.